# なにわなんでも大阪検定
なにわなんでも大阪検定（なにわなんでもおおさかけんてい）は、大阪商工会議所が主催していたご当地検定。通称｢大阪検定｣。
2009年6月21日に第1回公開試験（3級・2級のみ）が実施された。2010年7月4日には2級合格者を対象として1級を追加して実施された。
2016年11月27日施行の第8回試験からは「初級」と「上級」の試験とし、得点に応じて1級～4級が認定される方式に変更された。
2022年12月11日施行の第13回試験をもって終了した。

## 概要
なにわなんでも大阪検定は、大阪が持つ歴史・文化の奥深さを再発見し、多様な大阪の魅力を知ってもらうことを目的とした試験である。第1回の申込者数は6410人。受験者は5822人。大阪市立大学および大阪工業大学で実施され、大阪市の平松市長も大阪市立大で3級を受験し合格した。
第2回は、2級合格者対象の1級試験が追加され2010年7月4日に実施された。会場が大阪府立大学に統一される。受験申込者は4012人。イベント実施が前回に比べて自由なため答え合わせ会や飲食・物販の催しものが行われる。
第8回では、試験会場は大阪府立大学、大阪工業大学、OMMビルの3会場となっている。

### 出題範囲
大阪府域の歴史、文化、産業、食、観光、ことばなどの幅広い分野に関する知識が出題される。3級は公式テキストから80%程度、2級は公式テキストから60%程度が出題される。

### 各級の概要

#### 上級
75問以内でマークシート四者択一問題と記述問題を出題。80点以上で1級合格、75～79点で準1級合格、50～74点で2級合格。
受験料は5,800円。

#### 初級
100問以内でマークシート四者択一問題。60点以上で3級合格、40～59点で4級合格。
受験料は3,800円。

### 合格者特典
合格者向けの特典として、海遊館や梅田スカイビル空中庭園展望台などの入場料割引が用意されている。

## 公式テキスト
- 『大阪の教科書 大阪検定公式テキスト』 - 橋爪紳也・監修、創元社編集部・編、創元社 2009 ISBN 978-4-422-25054-0
- 『第1回 大阪の問題集 大阪検定公式公式出題・解説集』 - 橋爪紳也・監修、創元社編集部・編、創元社 2010 ISBN 978-4-422-25066-3